# Fabiana Murer
Fabiana de Almeida Murer (* 16. März 1981 in Campinas) ist eine ehemalige brasilianische Leichtathletin und die amtierende Südamerikarekordhalterin im Stabhochsprung.
Fabiana Murer war 1999 Neunte der Panamerikanischen Spiele, 2000 belegte sie bei den Juniorenweltmeisterschaften den zehnten Platz. 2003 überquerte sie erstmals die Höhe von vier Metern. 2005 gewann sie ihren ersten Brasilianischen Meistertitel. Bei den Weltmeisterschaften 2005 scheiterte sie als 15. der Qualifikation. 2006 verbesserte Murer ihre persönliche Bestleistung von 4,40 m auf 4,66 m und hielt damit auch den Südamerikarekord. Neben dem Sieg bei Brasilianischen Meisterschaften gewann sie auch bei den ibero-amerikanischen Meisterschaften.
2007 verteidigte sie ihren Landesmeistertitel mit 4,50 m und wurde Südamerikameisterin, ebenfalls mit 4,50 m. Bei den Panamerikanischen Spielen in Rio de Janeiro überquerte sie 4,60 m und siegte mit 20 Zentimeter Vorsprung auf die US-Amerikanerin April Steiner. Einen Monat später meisterte Murer bei den Weltmeisterschaften 2007 in Osaka 4,65 m und belegte damit den sechsten Platz.
Bei den Hallenweltmeisterschaften 2008 in Valencia steigerte Murer den südamerikanischen Hallenrekord auf 4,70 m und wurde gemeinsam mit Monika Pyrek Dritte hinter Jelena Issinbajewa und Jennifer Stuczynski. Am 29. Juni 2008 verbesserte Fabiana Murer in São Paulo den Südamerikarekord auf 4,80 m.
Bei den Weltmeisterschaften 2011 in Daegu wurde sie mit einem neuen südamerikanischen Rekord von 4,85 m Weltmeisterin. In London war für sie jedoch bei den Olympischen Spielen bereits in der Qualifikation Endstation.
2013 wurde sie bei den Weltmeisterschaften in Moskau mit 4,65 m Fünfte. Bei den Weltmeisterschaften 2015 in Peking gewann sie mit der Einstellung ihres südamerikanischen Rekordes von 4,85 m die Silbermedaille. Am Ende des Jahres wurde Murer zur brasilianischen Leichtathletin des Jahres gewählt. Bei den Olympischen Spielen in ihrer Heimat 2016 blieb sie in der Qualifikation wieder ohne gültigen Versuch und schied überraschend aus.
Fabiana Murer hat bei einer Körpergröße von 1,72 m ein Wettkampfgewicht von 64 kg. Sie ist ausgebildete Physiotherapeutin.